# Milbert Hansa
Die Milbert Hansa war ein deutsches schwanzloses Segelflugzeug.

## Geschichte und Konstruktion
Das Magazin „Flugsport“ veröffentlichte 1933 einen Artikel über ein neues Nurflügelflugzeug. Dem Artikel waren eine Zeichnung und ein Foto mäßiger Qualität angefügt, nach denen nebenstehende Zeichnung entstand.
Ende 1932 wurde von W. Milbert in Hamburg dieses 12,85 m spannende Segelflugzeug gebaut. Der Rumpf besaß einen quadratischen Querschnitt und war mit  Stoff bespannt, die Rumpfunterseiten liefen zur Kufe hin allerdings etwas schräg aus. Die Kopfstütze des Piloten lief zum Ende des Rumpfes in eine stoffbespannte Flosse aus. Die Steuerung erfolgte durch zweigeteilte Elevons bzw. getrennte Höhen- und Querruder und zwei Seitenruder auf Höhe des Querruderansatzes. Insgesamt mutet die Konstruktion wie eine Mischung aus Charlotte II, den Konstruktionsmerkmalen von Alexander Leo Soldenhoff (Seitenruderanordnung) und Lippisch Storch V (Hilfsholm für die Steuerklappen 90° zur Flugrichtung) an.
Bei der Flugerprobung zeigte die Maschine angeblich gute Eigenschaften, lediglich die Sicht nach unten war mäßig. Über den weiteren Verbleib ist nichts bekannt.

## Technische Daten
| Kenngröße       | Daten   |
| --------------- | ------- |
| Besatzung       | 1       |
| Länge           | 3,28 m  |
| Spannweite      | 12,85 m |
| Höhe            | 1,15 m  |
| Flügelfläche    | 14,2 m² |
| Flügelstreckung | 11,6    |
| Leermasse       | 100 kg  |
| max. Startmasse | 180 kg  |